# نبرد کیرسارج و آلاباما
نبرد کیرسارج و آلاباما یک اثر نقاشی خلق شده در ۱۸۶۴ میلادی به دست ادوارد مانه است. این نقاشی نبرد شربورگ در سال ۱۸۶۴ را به تصویر می‌کشد، درگیری‌ای دریایی در جنگ داخلی آمریکا بین کشتی جنگی یواس‌اس کیرسارج و سی‌اس‌اس آلاباما. بسیاری از تماشاگران قادر به تماشای این نبرد از ساحل فرانسه بودند. در این نبرد سی‌اس‌اس آلاباما غرق شد. مانه که خود شاهد این نبرد نبود، برای مستندسازی کار خود به توصیفهای مطبوعاتی از این واقعه بسنده کرد. مانه پس از یک ماه از این نبرد، نقاشی را کامل کرد و آن را در پاریس به نمایش گذاشت.
ژول باربی دورو وه‌ای در سال ۱۸۷۲ این نقاشی را یک «نقاشی دریایی باشکوه» توصیف کرد.
این نقاشی هم‌اکنون در موزه هنر فیلادلفیا قرار دارد.